# Privesa laevifrons
Privesa laevifrons är en insektsart som först beskrevs av Stsl 1861.  Privesa laevifrons ingår i släktet Privesa och familjen Ricaniidae. Inga underarter finns listade i Catalogue of Life.